# 陶增骥
陶增骥（1923年—），男，江苏镇江人，中国财政学家，曾任财政部财政科学研究所教授、博士生导师，中国财政学会理事。